# Новодвоже
Новодвоже (пол. Nowodworze) — село в Польщі, у гміні Тарнів Тарновського повіту Малопольського воєводства.
Населення — 757 осіб (2011).
У 1975-1998 роках село належало до Тарновського воєводства.

## Демографія
Демографічна структура станом на 31 березня 2011 року:
|          | Загалом | Допрацездатний вік | Працездатний вік | Постпрацездатний вік |
| -------- | ------- | ------------------ | ---------------- | -------------------- |
| Чоловіки | 392     | 74                 | 285              | 33                   |
| Жінки    | 365     | 79                 | 219              | 67                   |
| Разом    | 757     | 153                | 504              | 100                  |